# Jan de Boer (schilder 1877-1946)
Jan de Boer (Harlingen, 3 oktober 1877 – Hoorn, 8 februari 1946) was een Nederlands symbolistisch schilder die vooral bekend werd dankzij zijn diepzeeflora.

## Leven en werk
Jan de Boer was niet noodzakelijk in de wieg gelegd om schilder te worden. Eigenlijk had hij in zijn vaders voetsporen moeten treden, die een carrière had als kapitein op een zeilvrachtschip. Maar hij ontdekte al snel dat zijn passie in het maken van schilderijen lag. De Boer was autodidact, hij heeft zich het vak volledig eigenhandig eigen gemaakt. Hij schilderde en tekende veel stillevens, waaronder bosgronden met paddenstoelen, maar echt bekend werd hij met zijn diepzeeflora. Daarnaast maakte hij ook portretten, vaak van vrouwen.
Het grootste deel van zijn werkende leven was De Boer actief in Amsterdam. Tussen 1893 en 1894 woonde en werkte hij in de hoofdstad om vervolgens in 1895 een jaar in Zutphen te spenderen om weer voor langere tijd terug te keren naar Amsterdam. Alleen 1907 bracht hij nog gedeeltelijk door in Hilversum en in zijn nadagen heeft hij ook een huis op de Veluwe bewoond.
Op zijn zestigste verjaardag in 1937 ontving Jan de Boer de Grote zilveren medaille voor kunst en wetenschappen, uitgereikt door koningin Wilhelmina. Daarnaast was hij officier de l'Academie des Beaux Arts. Jan de Boer bekleedde tijdens zijn leven diverse officiële functies. Zo zat hij in het bestuur van Arti et Amicitiae en van De Onafhankelijken en was hij voorzitter van de maatschappij Rembrandt (de latere Vereniging Rembrandt).

## Afbeeldingen

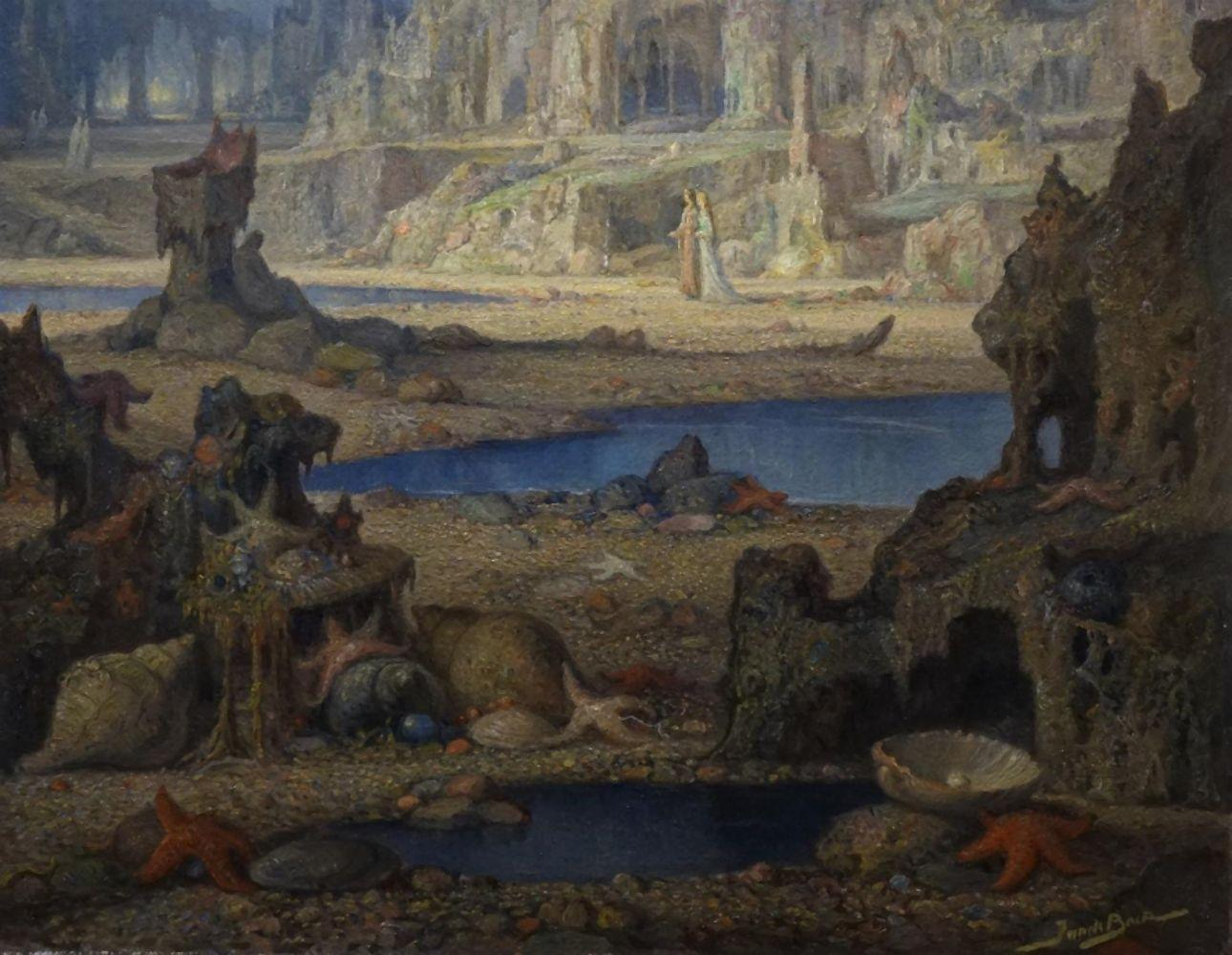
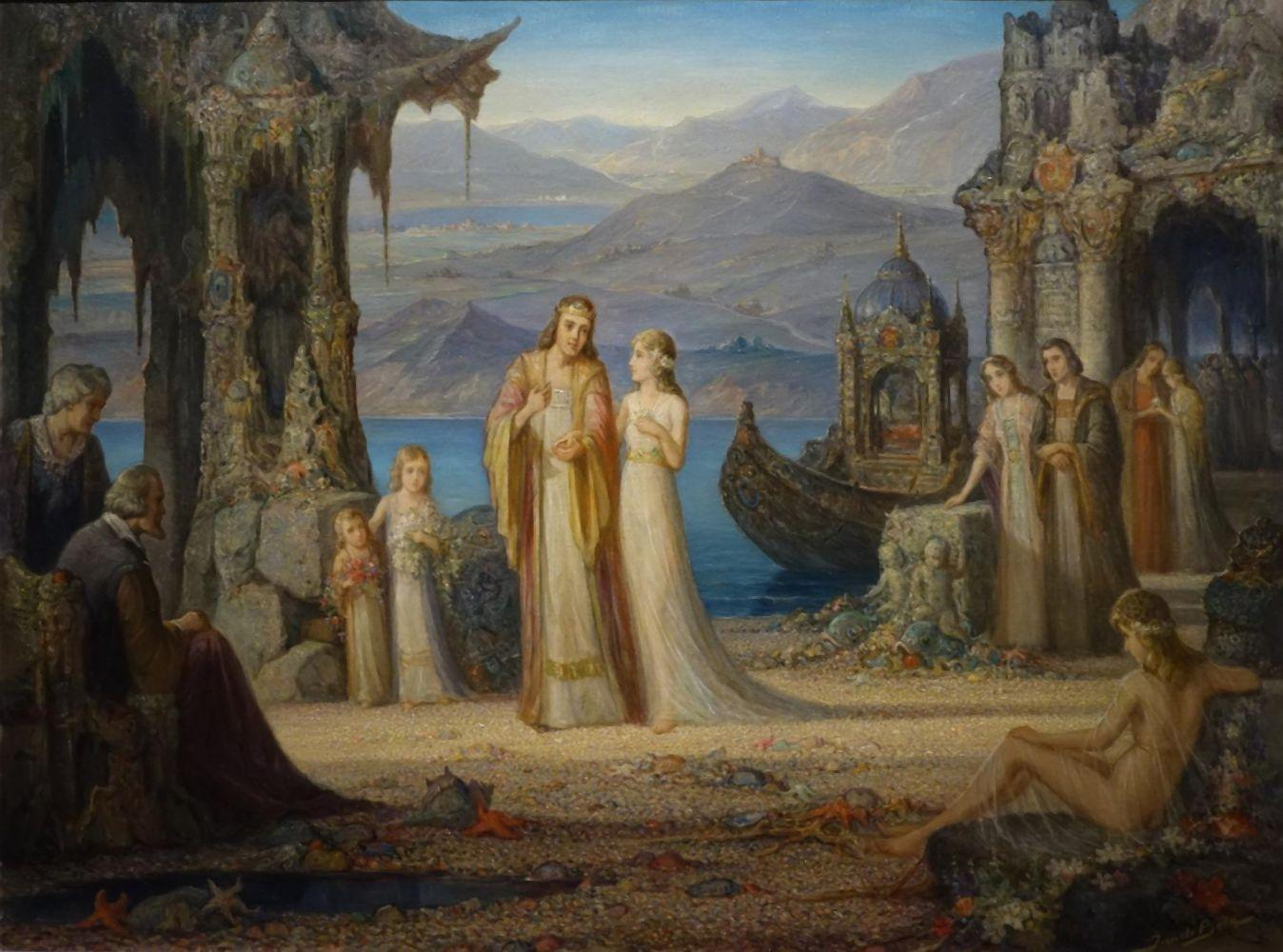
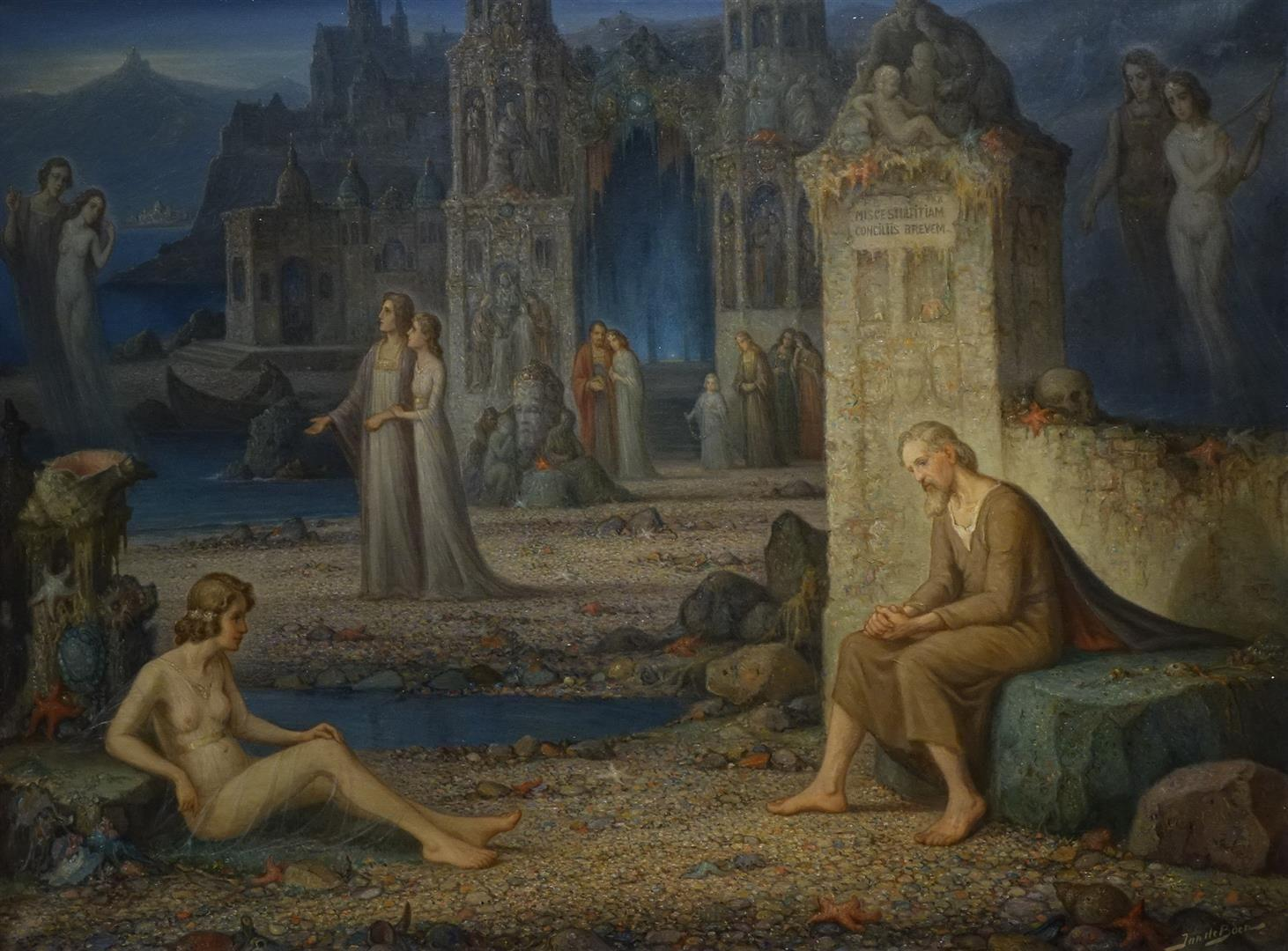

- Biografisch Portaal: 26287127
- International Standard Name Identifier: 0000 0003 9657 0755
- Nederlandse Thesaurus van Auteursnamen: 068582315
- RKD-Nederlands Instituut voor Kunstgeschiedenis: 9724
- Virtual International Authority File: 291522653
- WorldCat: E39PBJycTrgKmhkHt3VMwr8KVC